# Russula parazurea
Russula parazurea — вид грибів роду сироїжка (Russula) з родини сироїжкових — Russulaceae. Сучасну біномінальну назву надано у 1931 році.

## Будова

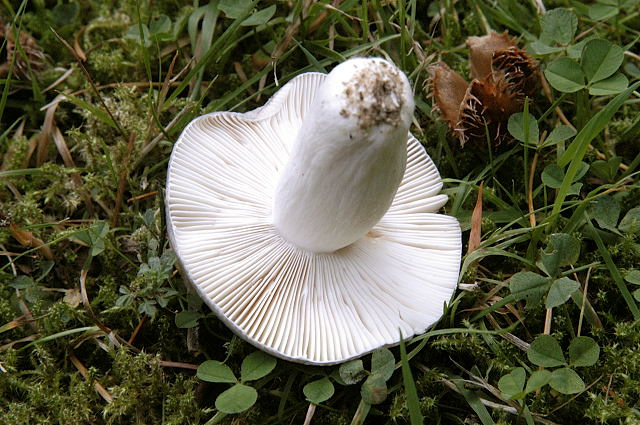
Вид шапинки знизу

Має виражену матову блакитно-сіру шапинку 8-12 см із заглибленням по центру. Пластини кремові. Ніжка сірувата 7 см. Споровий порошок кремовий.

## Життєвий цикл
Плодові тіла з'являються в серпні-листопаді.

## Поширення та середовище існування
Росте під дубом та буком.

## Практичне використання
Їстівний гриб.